# Şenol Can
Şenol Can (* 3. April 1983 in Kardschali, Bulgarien) ist ein türkischer Fußballspieler und aktueller Trainer.

## Karriere
Can begann mit dem Vereinsfußball 1999 in der Nachwuchsabteilung von Bursa Merinosspor und wechselte zwei Jahre später in den Nachwuchs von Bursaspor. Bei diesem Klub erhielt er zwar 2002 einen Profivertrag, spielte aber weiterhin für die Reservemannschaft des Vereins. 2003 wurde er dann an Bursa Merinosspor abgegeben. Für diesen Verein spielte er eine Saison lang und wechselte anschließend zu İnegölspor.
Im Frühjahr 2006 heuerte er beim Erstligisten Antalyaspor an. Da dieser Klub zum Saisonende den Klassenerhalt in der Süper Lig verfehlt und in die TFF 1. Lig absteigen musste, ging auch Can mit dem Verein in diese 2. türkische Liga. Hier gelang seinem Verein in der Saison 2007/08 die Vizemeisterschaft der Liga und damit der direkte Wiederaufstieg. Nach fünf Jahren bei Antalyaspor wechselte Şenol Can vor der Saison 2010/11 zu Gaziantepspor. Mit dem Verein beendete er die Spielzeit auf Rang vier, wodurch man an der Qualifikation zur UEFA Europa League 2011/12 teilnahm, jedoch in der 3. Runde an Legia Warschau scheiterte. Obwohl im Sommer 2013 seitens Gaziantepspor verkündet wurde, dass der ausgelaufene Vertrag mit Can nicht verlängert wird, kam im August 2013 eine Vertragsverlängerung um weitere zwei Jahre.
Zur Saison 2015/16 verließ er nach fünf Jahren Gaziantepspor und wechselte zum Zweitligisten Adana Demirspor. Nach einer Saison löste er beim Zweitligisten seinen Vertrag vorzeitig auf und kehrte zu seinem vorherigen Verein Gaziantepspor zurück. Seine aktive Karriere beendete Can nach der Saison 2018/19 beim Drittligisten Fatih Karagümrük SK.

## Trainerkarriere
Im Sommer 2019 wurde Can Co-Trainer bei Fatih Karagümrük. Kurz vor dem Ende regulären Spielzeit wurde er zum Cheftrainer befördert. Can gelang mit seiner Mannschaft der Play-off-Sieg und somit den Aufstieg in die Süper Lig. Mitte März 2021 wurde Can bei Fatih Karagümrük entlassen und kurze Zeit später von Kasımpaşa Istanbul verpflichtet. Nach einem 1:1-Unentschieden gegen Hatayspor wurde Can am 1. Spieltag der Saison 2021/22 entlassen.

## Erfolge

### Als Spieler
Mit Antalyaspor
- Vizemeister der TFF 1. Lig und Aufstieg in die Süper Lig: 2007/08

Mit Gaziantepspor
- Tabellenvierter der Süper Lig: 2010/11
- Spor-Toto-Pokal-Sieger: 2012

Mit Fatih Karagümrük SK
- Play-off-Sieger der TFF 2. Lig und auf Aufstieg in die TFF 1. Lig: 2018/19

### Als Trainer
Mit Fatih Karagümrük SK
- Play-off-Sieger der TFF 1. Lig und auf Aufstieg in die Süper Lig: 2019/20